# Needles (Californië)
Needles is een plaats (city) in de Amerikaanse staat Californië, en valt bestuurlijk gezien onder San Bernardino County.

## Demografie
Bij de volkstelling in 2000 werd het aantal inwoners vastgesteld op 4830.
In 2006 is het aantal inwoners door het United States Census Bureau geschat op 5330, een stijging van 500 (10.4%).

## Geografie
Volgens het United States Census Bureau beslaat de plaats een oppervlakte van
78,2 km², waarvan 77,1 km² land en 1,1 km² water. Needles ligt op ongeveer 225 m boven zeeniveau.

## Plaatsen in de nabije omgeving
De onderstaande figuur toont nabijgelegen plaatsen in een straal van 32 km rond Needles.